# Hans Maximilian von Koeppern
Hans Maximilian von Koeppern (* 16. Dezember 1735 in Tutow; † 24. April 1805 in Frankfurt (Oder)) war ein deutscher Soldat. Er war preußischer Generalmajor und zuletzt Kommandant der Festung Danzig.

## Leben

### Herkunft
Er war der Sohn von Melchior Ulrich von Koeppern und dessen Ehefrau Katharina Sophie, geborene von Arnim. Sein Vater war Erbherr auf Tutow und Daberkow sowie Landrat des Kreises Anklam.

### Militärkarriere
Koeppern kam im Jahr 1752 als Gefreitenkorporal in das Infanterieregiment „von Schwerin“ und wurde dort am 18. September 1756 Fähnrich. Während des Siebenjährigen Krieges kämpfte er in den Schlachten bei Prag, Kolin, Leuthen und Torgau. In der Zeit wurde er am 9. Dezember 1758 Sekondeleutnant und am 8. Januar 1760 Premierleutnant.
Bis 1. November 1777 avancierte Koeppern zum Kapitän und Kompaniechef. Als solcher nahm er 1778/79 am Bayerischen Erbfolgekrieg teil. Koeppern wurde am 31. Januar 1782 zum Major befördert und am 1. Juni 1787 zum Bataillonskommandeur ernannt. Am 24. September 1790 wurde er Oberstleutnant und stieg am 7. Juni 1791 zum Regimentskommandeur auf. Am 10. Mai 1792 erhielt er den Orden Pour le Mérite und am 12. Januar 1793 folgte seine Beförderung zum Oberst. Im Polnischen Feldzug 1794/95 konnte Koeppern sich im Gefecht bei Kamion auszeichnen. Am 14. April 1795 wurde er mit einem Sold von 2000 Talern zum Kommandanten von Danzig ernannt. Am 12. September 1797 erhielt er seine Demission mit einer Pension von 800 Talern.
Zur Feier seines 71. Geburtstages verlieh ihm König Friedrich Wilhelm III. am 24. April 1804 den Charakter als Generalmajor.

### Familie
Koeppern lebte mit Charlotte Luise Bluttke (* 1771; † 30. August 1792) zusammen. Das Paar hatte folgende Kinder:
- Friederike Johanna (* 22. Mai 1786) ⚭ 1807 Ferdinand von Vangerow (* 15. Juni 1776)
- Juliane Wilhelmine (* 18. Mai 1787)
- August Otto (* 23. April 1789; † 2. Mai 1813), gefallen bei Großgörschen
- Ulrike Luise (* 19. August 1791)
- Philippine Luise (* 24. August 1792)

Die Kinder wurden am 23. Januar 1795 durch König Friedrich Wilhelm II. legitimiert.